# Pianist

Der vergötterte Interpret: Franz Liszt in einer Karikatur von 1842

Ein Pianist (über „Piano“, „Klavier“, von italienisch pianoforte) oder Klavierspieler ist ein Musiker, der Klavier spielt.

## Ausbildung
Der Beruf des Konzertpianisten erfordert es, meist schon im Kindesalter mit dem Klavierunterricht in einer Musikschule oder bei einem Klavierlehrer zu beginnen, um Spieltechnik und künstlerische Gestaltungsmöglichkeiten des Instruments zu erlernen. Ein akustisches Instrument wie Pianino oder Konzertflügel ist dabei unerlässlich, der Unterricht an einem Keyboard reicht nicht aus, da hier eine gewichtete Klaviatur, der volle Umfang von 88 Tasten und die drei Pedale fehlen. In der Regel umfasst die Ausbildung auch Musiktheorie und Musikgeschichte.
Bei entsprechendem Talent und fortgeschrittenen Fähigkeiten absolviert der angehende Pianist dann ein Hauptfachstudium an einer Musikhochschule oder einem Konservatorium. Im Vordergrund dieser Hochschulausbildung stehen nun weniger die technischen als die künstlerischen Bereiche. Nach der künstlerischen Reifeprüfung schließt sich ein Konzertexamen an; zur Vervollkommnung können Meisterkurse folgen. Manche Pianisten legen bereits während ihrer Ausbildung einen beruflichen Schwerpunkt ihrer späteren Berufslaufbahn fest.

## Beruf
Das Berufsfeld umfasst vor allem das Repertoire der E-Musik – d. h. vom Barock (Bach), über Klassik (Mozart, Beethoven), Romantik (Chopin, Schumann) bis hin zur Neuen Musik (Henze, Stockhausen).

### Konzertante Musik
Tasteninstrumente spielen seit Jahrhunderten eine wichtige Rolle in der musikalischen Ausbildung. Sie eignen sich gut zur kompositorischen Vorarbeit, weil hier Akkorde und allgemein harmonische Fortschreitungen viel leichter spielbar sind als auf Streich- oder Blasinstrumenten. Schon in der Barockzeit traten Johann Sebastian Bach, Georg Friedrich Händel und Domenico Scarlatti als gefeierte Virtuosen am Cembalo bzw. an der Orgel auf. Zahlreiche spätere Komponisten wie Ludwig van Beethoven, Franz Liszt, Frédéric Chopin oder Sergei Rachmaninoff waren zugleich virtuose Konzertpianisten. Einige von ihnen, z. B. Sergei Prokofjew, schrieben einen Großteil ihrer Werke für den eigenen Konzertgebrauch; andere wie Alfredo Casella oder Béla Bartók waren zu Lebzeiten weniger als Komponisten, eher als Klavierprofessoren bekannt. Dank ihrer pianistischen Fähigkeiten haben sie die Klavierliteratur um zahlreiche brillante Solowerke vermehrt.
Zum solistischen Spiel zählen einerseits Werke für ein einzelnes Klavier oder für zwei und mehr Klaviere (und Nebengattungen wie z. B. vierhändiges Spiel), andererseits die Solokonzerte für diese Instrumente und Orchester.
Durch den großen Umfang des Repertoires entscheiden sich manche Pianisten dafür, die Werke weniger Komponisten bzw. einer einzelnen Musikepoche in den Mittelpunkt ihrer Arbeit zu stellen: So konzentriert sich z. B. Alfred Brendel größtenteils auf die Wiener Klassik, Arthur Rubinstein spielte hauptsächlich Chopin und Glenn Gould beschäftigte sich sehr intensiv mit Bach. Manche Pianisten wie Alfons und Aloys Kontarsky traten vorwiegend als Duo auf und konzentrieren sich auf Werke für zwei Klaviere.

### Kammermusik und Lied
Ein zweiter Bereich ist die Kammermusik, die ein Klavier als Begleitung eines anderen Instruments und in Besetzungen als Trio, Quartett oder Quintett vorsieht. Vor allem das Klaviertrio fordert einen Spieler, der vollendete pianistische Fertigkeiten besitzt.
Bei einigen Werken wie z. B. Ludwig van Beethovens Tripelkonzert op. 56 oder Alban Bergs Kammerkonzert für Klavier, Geige und 13 Bläser überschneiden sich die Anforderungen an den Pianisten, er muss das solistisch-konzertante wie das kammermusikalische Spiel beherrschen.
Ein herausgehobener Teilbereich der Kammermusik ist die Liedbegleitung. Sie erfordert psychologisches Einfühlungsvermögen, um Klavierlieder in der Folge der Romantik – Franz Schubert, Robert Schumann, Johannes Brahms, Hugo Wolf, Richard Strauss u. a. – der Gesangsstimme angemessen zu interpretieren. Manche Pianisten wie Glenn Gould haben nur vereinzelt in diesem Bereich gespielt, manche wie Hartmut Höll, Michael Raucheisen oder Gerald Moore ihre Arbeit fast oder ganz auf die Liedgestaltung beschränkt. Auch hier ist eine feste Arbeitspartnerschaft mit einer Sängerin oder einem Sänger die Regel.
Kammermusik und vor allem Liedbegleitung erfordern eine besondere Ausbildung, die an einigen Musikhochschulen als Studienschwerpunkt angeboten wird.

### Berufsaussichten für Pianisten
Die Berufsaussichten für Pianisten haben sich in den letzten Jahren zusehends verschlechtert. Wer nicht in die überschaubare, absolute Spitzengruppe der Solisten aufsteigt, ist mehr und mehr gezwungen, für kleine und kleinste Gagen Auftritte zu absolvieren, und/oder muss versuchen als Klavierpädagoge über die Runden zu kommen. Allerdings hat der Beruf des Klavierlehrers zusehends an Attraktivität verloren. Dazu tragen maßgeblich auch die privaten Musikschulen bei, die kaum mehr feste Anstellungsverträge vergeben, sondern nur noch Honorarkräfte beschäftigen. Mitgliedsschulen des Verbands deutscher Musikschulen (VdM) sind zwar gehalten, Lehrkräfte nur auf Festanstellungsbasis zu beschäftigen, allerdings ist die Wahrscheinlichkeit einer Anstellung aufgrund des enormen Überangebots gering. Ähnlich verhält es sich auch bei Musikhochschulen und Konservatorien. Da ein Großteil aller Musikstudenten Klavier (neben den ‚Klavierhauptfächlern‘) als Pflicht- oder Nebenfach absolvieren muss, besteht zwar ein relativ hoher Bedarf an Lehrkräften, allerdings sind auch diese Plätze umkämpft. Zusätzlich gibt es auch an Musikhochschulen eher wenig Festanstellungen/Dozentierende, sondern ebenfalls meist freiberuflich eingesetzte Kräfte – die Lehrbeauftragten. Die begehrten Plätze für Professuren sind an den meisten Hochschulen dünn besetzt und generell extrem schwierig zu erhaschen.
Viele Berufsausübende können sich nur mit Zweittätigkeiten über Wasser halten. Um im Zweitjob am Piano arbeiten zu können, können Pianisten als Klavierlehrer tätig werden, und bei besonders fein ausgebildetem Gehör und vollem physikalischem Verständnis der durch die vielen Klaviersaiten auf den Klavierrahmen wirkenden Kräfte, auch als Klavierstimmer. Hauptberufliche Klavierlehrer können sich im Nebenjob als Bar-Pianist oder als Korrepetitor von anspruchsvolleren Musikvereinen einen kleinen Zuverdienst sichern, zumindest in einigen Städten.
Mit fortschreitendem Alter sinkt in so manchem Falle auch die Attraktivität der Interpreten für mögliche Konzertbuchungen und die generellen Möglichkeiten der künstlerischen Entfaltung. Auch die meist jungen Talenten vorbehaltenen Fördermittel wie Stipendien, Fördervereine oder ferner auch BAföG, gestalten die Selbstfinanzierung zumeist nach und nach schwerer. Steigen dann auch noch die materiellen Ansprüche, wird für Pianisten ihr Beruf wie bei anderen Musikern schnell zum Nebenberuf zu einem sich ergebenden Broterwerb in Büro und Verwaltung.
Klavierlehrer zählen beispielsweise oft auch schon zum sogenannten „Neuen Künstlerprekariat“, das laut Künstlersozialkasse ein Monatsgehalt von durchschnittlich 1.000 Euro Brutto vermeldet. Die Altersarmut ist hier vorgezeichnet, wenn nicht mit einem gut bezahlten Zusatzjob für deutlich höhere Sozialkassenbeiträge gesorgt wird. Während infolgedessen fast alle Klavierklassen an den Musikhochschulen einen starken Rückgang deutscher Bewerber verzeichnen, so hält der Zustrom an Studierenden aus asiatischen Ländern, primär aus China, aber auch aus Japan und Südkorea, ungebrochen an. Auch Osteuropäer (vor allem aus Russland oder Ungarn) machen einen größeren Teil der Studenten mit dem Hauptfach Klavier aus. Auch sind ausländische Klavierschüler oftmals nicht nur deutlich disziplinierter, sondern zudem auch jünger, können ihre Karriere also eventuell früher beginnen und so länger vom Bewunderungsfaktor für junge Talente profitieren. Nicht zuletzt auch, da besonders die jüngeren Semester eher gefördert und motiviert werden (siehe Jugend musiziert, Stipendienprogramme und sonstige Wettbewerbsauschreibungen, welche bisweilen sogar nur an Unterzwanzigjährige gerichtet sind – ferner zählen hierzu auch die durch Konservatorien und Musikhochschulen organisierten Konzerte).